# Trinomys albispinus
Trinomys albispinus és una espècie de mamífer rosegador de la família de les rates espinoses. És endèmica del nord-est del Brasil. Els seus hàbitats naturals són els boscos climàcics, la caatinga i, per sobre dels 1.000 msnm, les sabanes i els herbassars. El seu entorn està afectat per la destrucció i fragmentació de l'hàbitat.